# Отело Профацио
Отело Профацио (на италиански: Otello Profazio) е италиански кантастори, народен певец и автор на песни.

## Биография
Отело Профацио е роден на 26 декември 1936 г. в Ренде, провинция Козенца. Дебютира през 1953 г., участвайки в радио музикалния конкурс „Il microfono è vostro“ с песента „U 'Ciucciu“.  Популяризатор на традиционната народна музика на Южна Италия, особено на Сицилия и Калабрия, през 1964 г. той получава голямо признание с албума Il treno del sole, състоящ се от музикални стихове на Игнацио Бутита; албумът също така поставя началото на прогресивна еволюция на неговия стил, който става по-оригинален и отличаващ се. Кариерата му достига своя връх през 70-те години с успеха на албумите Il brigante Musolino (музикален разказ за житейски събития на Джузепе Мусолино) и Qua si campa d'aria, които се продават в над милион копия и са наградени със златен диск. От 80-те години той съсредоточава дейността си върху изпълнения на живо и концерти.
Профацио представя и няколко телевизионни музикални програми, по-специално Quando la gente canta в продължение на пет години в Secondo Canale. В продължение на 15 години той също пише седмична колона („Профазиат“) във вестник Gazzetta del Sud, чието съдържание по-късно е събрано в поредица книги.